# Henry de Champagne
Henry de Champagne, né vers 1600 et mort en 1662 probablement à Ornans, est un des chefs militaires comtois pendant la guerre de Dix ans. Il est également commandant en second de l'armée comtoise de 1633 à 1637 sous les ordres de Gérard de Watteville.

## Biographie

### Débuts et contexte familiale
Henry de Champagne naît vers 1600 dans une très ancienne famille noble d'origine champenoise implantée au XIIe siècle dans le bailliage d'Aval, actuel Jura à Champagne sur Loue. La famille de Champagne serait à l’origine de la fondation du village. Henry est le second fils de Philippe Louis de Champagne, capitaine de mousquetaire sous les ordres du gouverneur Cleradius de Vergy; et de Marguerite de Saint-Mauris.
Les premières traces d'Henry de Champagne commencent en 1631 ou il est signalé comme capitaine d'infanterie d'une compagnie de 200 hommes. Il se marie le 11 mai de cette année à Sarrigny, avec Dorothey de Fussey. L'année suivante il est envoyé à Lure contrer un attaque suédoise venant d'Alsace par Otto Louis de Salm-Kyrburg-Mörchingen (en) et parvient avec d'autres troupes à sauver la ville. En récompense, il accède au grade de Sergent-Major (équivalent à commandant aujourd'hui) et devient commandant en second de l'armée comtoise sous les ordres de Gérard de Joux de Wateville. Il reçoit le commandement des places frontalières de l'est et des villes de L'isle sur le Doubs, Clerval et Baume les Dames.

### Le brillant commandant en second
En 1636, en marge du siège de Dole, il se distingue lors d'une bataille à Montfort, où un régiment de cavalerie française attaqua par surprise le quartier général comtois. Henri de Champagne eut juste le temps disposer ses hommes en ligne et de faire tirer des salves, qui brisèrent la charge française et sauvèrent le campement. Il est à nouveau récompensé, en recevant le grade de mestre de camp (colonel) et l'autorisation de lever un régiment d'infanterie de 1200 hommes.
Le 7 février 1637, il prend part à l'offensive dans Bugey Français avec le comte de Bussolin. La campagne est un succès tactique et de Champagne s'y distingue plusieurs fois. A la bataille de Martignat tout d'abord, où il sauve le capitaine Duprel d'Arloz encerclé dans la forteresse. Et à Arbent, ou de sa propre initiative il s'empare de la place forte pourtant bien défendue, chargeant au milieu de ses troupes. Il parvient même à mettre en fuite l'armée de secours française aux abords du château.
En mars suivant, il est à la tête de son régiment d'infanterie lors de la bataille de Cornod. C'est lui qui est chargé du siège du château de Cornod et de la défense du village. Il se distingue une fois de plus en combattant au sein de ses troupes et en les haranguant. C'est son régiment qui endura le plus d'attaques françaises, qui tint le plus longtemps et qui eu le plus de pertes. A l'issue de la bataille, il est fait prisonnier avec ses hommes et envoyé en détention à Lyon. Son régiment est presque entièrement anéanti. Au bout de quelques semaines, il paye une lourde rançon et revient en Franche-comté.

### Une fin de carrière trouble
Il reçoit en avril, le commandement de la ville d'Orgelet et doit en assurer sa défense. Mais la ville est frappée par la Peste et la garnison durement touchée, n'est plus que de 16 hommes. À partir de ce moment, la vie d'Henry de Champagne est moins documentée mais semble également moins glorieuse. Il abandonne en juin, la place à un sous-officier qui promet de se battre pour défense de la cité qui tombera 1 mois plus tard presque sans combattre. Il sera vivement critiqué pour cet abandon de poste.
Avec la destitution de son supérieur de Watteville en avril, il perd également le commandement en second de l'armée comtoise. De Champagne va alors tombé dans l'oublis.
Il devient ensuite commandant de la garnison de la ville de Poligny. Il s'y montre brutale envers les autorités municipales et qualifie publiquement le maire de maire incapable. Découragé par l'attitude défaitiste des bourgeois de ville, il accomplit sa fonction sans zèle, ni illusions. Il conserve vraisemblablement son poste jusqu’à l'année suivante. Après la fin de la guerre de Dix ans en 1648, il est nommé commandant de la place et du château d'Ornans, fonction qu'il occupe apparemment jusqu’à sa mort en 1662. Son fils Charles prendra sa suite et deviendra également commandant de la place d'Ornans.
Alphonse Rousset dans son Dictionnaire géographique, historique et statistique des communes de la Franche-Comté, déclare qu'il fut une grande figure de la guerre de Dix ans et le brillant second du marquis de Conflans.

## Postérité
De son mariage avec Dorothey de Fussy, Henry de Champagne a :
- Charles, écuyer, Chevalier de Saint-Georges, capitaine d'infantrie, gouverneur de la place d'Ornans, marié à Anne Gasparine de Grivel de Perrigny
- Philippe, mort sans alliance et postérité
- Marguerite, chanoinesse de Lons le Saunier, sans posterité
- Jeanne Françoise, morte sans alliance
- Anne Marie, morte sans alliance